# Schrattenbach
Schrattenbach è un comune austriaco di 353 abitanti nel distretto di Neunkirchen, in Bassa Austria.